# Musano (Treviso)
Musano es una fracción del municipio italiano de Trevignano, en la Provincia de Treviso.

## Historia
Para conocer los orígenes de la provincia habría que remontarse a la época de los Vénetos, cuando representaba tal vez un pagus (aldea) de economía agrícola-pastoral, desarrollada gracias a su posición a lo largo del camino denominado en la Antigua Roma como vía Postumia.
En época romana, la zona fue recorrida por las centurias y parece que el mismo topónimo esté referido a un colono de nombre Musius. Se infiere que en este período la localidad mantuviera su rol de centro agrícola abastecido de una mansio, o una parada de postas.
Durante la Edad Media siguió la estela de otros núcleos similares del municipio de Treviso. En el XII siglo aparecieron las primeras formas de autonomía administrativa local (las reglas), pero de Musano no hay todavía rastro, pues sus dimensiones serían discretas (tal vez, un centenar de vecinos y dependiente de Istrana). A partir del siglo XIV, en cambio, está atestiguada una regla local dependiente directamente de la podesteria de Treviso, junto a Signoressa y a diferencia de Trevignano y Falzè, comprendidas en el distrito de Montebelluna.
En este período el desarrollo de la localidad fue obstaculizado por una fuerte presencia religiosa (en el siglo XI se convirtió en sede de un monasterio), que se contraponía a las señorías feudales presentes, por ejemplo, en Falzè y en Trivignano. A esto se sumó su posición de proximidad a Postumia y a Feltrina, lo que la exponía a los saqueos de los ejércitos de paso.
Con la anexión de la República de Venecia, la vieja organización administrativa fue grosso modo mantenida. Musano quedó incluida aún en el área de Trevigiano, ahora como parte de la circunscripción llamada Campaña de Debajo.
Durante la caída de la Serenissima, Musano fue objeto de combates entre las tropas francesas y austríacas. Siguió así pues los destinos del Véneto y, después un período bajo el Archiducado de Austria, fue parte del napoleónico Reino de Italia (1805-1814). Fue municipio autónomo en 1810, cuando fue declarada fracción de Trevignano como tutora y siguieron los reinos Lombardo-Veneto y, en el 1866, la anexión al Reino de Italia (1861-1946).
La Primera Guerra Mundial fue particularmente dura para Musano, pues tras la Batalla de Caporetto, el municipio al completo de Trevignano se encontraba a escasa distancia del llamado frente del Piave. Durante este dramático período, villa Coletti albergó el Mando general del ejército que tenía la tarea de reorganizar las tropas y dirigir la contraofensiva. En los alrededores fueron instalados improvisados hospitales de campo y caían piezas de artillería del enemigo. En el 1918 fue bombardeada la zona alrededor de la iglesia: se contaron algunos muertos, entre los cuales dos civiles y algunos militares del campo inglés. En ese período, el municipio era frecuentado por un héroe local, Francesco Baracca, que lo paseaba para comprar la leche.

## Monumentos y lugares de interés

### Iglesia parroquial
La capilla de Postioma, en el 1184 fue concedida al capítulo de los canónigos de la catedral de Treviso, pero en el siglo XVI fue transferida a la familia Banfio. Esta situación se mantuvo hasta el Setecientos, cuando fue declarada parroquia.
El actual edificio fue terminado en el 1770 y diez años después fue concluido el campanario, diseñado por Giovanni Miazzi. La definitiva consagración se produjo en 1779. Al edificio va unido el Sagrario del altar mayor, atribuido a Giorgio Massari.

### Iglesia de San Sixto
Es un edificio antiquísimo que hunde tal vez sus raíces en época paleocristiana. En el siglo XV surgió alrededor un pequeño centro habitado, pronto abandonado a causa de las devastaciones llevadas a cabo por los soldados de paso.

### Villa Favaretto
Durante un tiempo, constituyó una única propiedad con la limítrofe villa Coletti. Realizada, probablemente, en el siglo XVIII, está compuesta de la casa domenical, una parte central y un añadido usado un tiempo como establo. Los edificios colindan con un vasto parque constituido de una gran variedad de árboles de alto fuste y delimitado por un muro a modo de corona semicircular. Los accesos son dos: el principal, al sur, una grande puerta de hierro sostenida en dos pilares circulares clavados en el muro; el otro es una entrada peatonal.